# Roszczenia petytoryjne
Roszczenia petytoryjne – sposób prawnej ochrony własności poprzez system roszczeń, jakie przysługują właścicielowi w wypadku naruszenia jego prawa. Ochronę petytoryjną zapewniają dwa podstawowe roszczenia: windykacyjne i negatoryjne.
Roszczenia petytoryjne stosuje się odpowiednio do zwierząt.

## Roszczenie windykacyjne (rei vindicatio)
Roszczenie windykacyjne wynika bezpośrednio z istoty prawa własności jako prawa podmiotowego o charakterze bezwzględnym. Jako że właściciel ma wyłączne prawo do posiadania, korzystania i rozporządzania rzeczą, to wszelkie naruszenia owych uprawnień dają właścicielowi prawo wystąpienia ze stosownymi roszczeniami. Zgodnie z art. 222 Kodeksu cywilnego właściciel może żądać od osoby, która włada faktycznie jego rzeczą, aby została mu wydana (chyba że osobie tej przysługuje skuteczne względem właściciela uprawnienie do władania rzeczą). Roszczenie windykacyjne służy więc ochronie uprawnień właściciela. Z roszczeniem windykacyjnym mamy do czynienia tylko wtedy, gdy zostaną spełnione dwa warunki:
- jego treścią jest żądanie wydania rzeczy,
- gdy wynika ono z prawa własności.

Legitymację czynną (uprawnienie) do wystąpienia z roszczeniem windykacyjnym ma właściciel, współwłaściciel lub użytkownik wieczysty. Przeciwko posiadaczowi legitymację czynną ma też dzierżyciel. Oprócz nich, legitymację czynną, ale formalnoprawną mają również prokurator i Rzecznik Praw Obywatelskich. Natomiast legitymację bierną ma każdy, kto faktycznie włada cudzą rzeczą.

## Roszczenie negatoryjne (actio negatoria)
Roszczenie negatoryjne także wynika bezpośrednio z istoty prawa własności jako prawa podmiotowego o charakterze bezwzględnym. Z roszczeniem tym może wystąpić właściciel, którego prawo zostało naruszone w inny sposób, aniżeli przez pozbawienie go faktycznego władania rzeczą. Roszczenie składa się z dwóch uprawnień, uprawnienia te mogą być realizowane oddzielnie lub łącznie:
- żądanie przywrócenia stanu zgodnego z prawem polega na domaganiu się usunięcia cudzej rzeczy oraz usunięcia skutków naruszenia (np. zasypanie bezprawnie kopanego rowu); roszczenie to nie może być utożsamiane z roszczeniem odszkodowawczym,
- zaniechania naruszeń ma na celu doprowadzenie do powstrzymania nieuprawnionego od bezprawnych działań odnoszących się do rzeczy cudzej; roszczenie to aktualne jest wtedy, gdy istnieje obawa dalszych naruszeń.

Legitymację czynną mają właściciel i użytkownik wieczysty. Legitymowanym jest każdy, kto naruszył prawo własności w inny sposób niż pozbawienie właściciela władania rzeczą. Roszczenie negatoryjne nie ulega przedawnieniu, jeśli dotyczy nieruchomości.